# Алгамбра-Веллі (Каліфорнія)
Алгамбра-Веллі (англ. Alhambra Valley) — переписна місцевість (CDP) в США, в окрузі Контра-Коста штату Каліфорнія. Населення — 805 осіб (2020).

## Географія
Алгамбра-Веллі розташована за координатами 37°58′7″ пн. ш. 122°8′11″ зх. д. / 37.96861° пн. ш. 122.13639° зх. д. (37.968658, -122.136326).  За даними Бюро перепису населення США в 2010 році переписна місцевість мала площу 5,58 км², уся площа — суходіл. В 2017 році площа становила 3,47 км², уся площа — суходіл.

## Демографія
Згідно з переписом 2010 року, у переписній місцевості мешкали 924 особи в 360 домогосподарствах у складі 296 родин. Густота населення становила 166 осіб/км².  Було 375 помешкань (67/км²).
Расовий склад населення:
| - 90,7 % — білих - 4,5 % — азіатів - 0,5 % — вихідців з тихоокеанських островів - 0,3 % — чорних або афроамериканців - 1,8 % — осіб інших рас |

До двох чи більше рас належало 2,1 %. Частка іспаномовних становила 8,8 % від усіх жителів.
За віковим діапазоном населення розподілялося таким чином: 15,5 % — особи молодші 18 років, 61,3 % — особи у віці 18—64 років, 23,2 % — особи у віці 65 років та старші. Медіана віку мешканця становила 52,2 року. На 100 осіб жіночої статі у переписній місцевості припадало 102,2 чоловіків;  на 100 жінок у віці від 18 років та старших — 99,2 чоловіків також старших 18 років.
Середній дохід на одне домашнє господарство  становив 113 523 долари США (медіана — 116 250), а середній дохід на одну сім'ю — 118 525 доларів (медіана — 127 500). За межею бідності перебувало 2,2 % осіб, у тому числі 0,0 % дітей у віці до 18 років та 0,0 % осіб у віці 65 років та старших.
Цивільне працевлаштоване населення становило 251 осіб. Основні галузі зайнятості: будівництво — 25,1 %, науковці, спеціалісти, менеджери — 17,1 %, освіта, охорона здоров'я та соціальна допомога — 12,0 %, фінанси, страхування та нерухомість — 11,6 %.